# Saint-Julien-la-Geneste

Saint-Julien-la-Geneste este o comună în departamentul Puy-de-Dôme, Franța. În 1 ianuarie 2022 avea o populație de 120 de locuitori.